# Ivo Strejček
Ivo Strejček (n. 11 ianuarie 1962, Nové Město na Moravě, Cehia) este un om politic ceh, membru al Parlamentului European în perioada 2004-2009 din partea Cehiei.